# Serce gór (film)
Serce gór – polski film fantasy z 2004 roku w reżyserii Rafała M. Lipki. Film został wydany na DVD 20 października 2006 roku.
Okres zdjęciowy trwał od 3 sierpnia do 30 listopada 2001 roku. Zdjęcia plenerowe: Gładyszów, Sanok, Czchów i okolice Gorlic.

## Fabuła
Kupiec Duncan wraca z wyprawy, podczas której wykupił od niewiernych kamień zwanym Sercem gór. W wiosce oczekuje na niego kochająca żona Heather. Podczas zabawy, organizowanej na cześć powrotu Duncana, wioska zostaje napadnięta przez ludzi złego Skaara, którzy kradną kamień oraz porywają Heather. Duncan zamierza odnaleźć swoją żonę, ale wioskowy Druid radzi mu, żeby zwrócił się o pomoc do Weronara, brata Heather, który z niewiadomych powodów został skazany na wygnanie. Mimo braku zaufania do swego szwagra Duncan rusza na wyprawę. Z trudem przekonuje Weronara do współdziałania.

## Obsada aktorska
- Tomasz Bednarek − Duncan
- Radosław Pazura − Weronar, brat Heather
- Olga Bończyk − Heather, żona Duncana
- Michał Żurawski − Skaar
- Piotr Łukaszczyk − sługa Kamyk
- Grzegorz Emanuel − rycerz (nie występuje w napisach)
- Mirosław Zbrojewicz − Gabin
- Krzysztof Kołbasiuk − dziadek opowiadający historię „serca gór”
- Sławomir Orzechowski − mnich Drak
- Michał Piela − rycerz na uczcie (nie występuje w napisach)
- Robert Janowski − Galtor
- Tomasz Kalczyński − przywódca powstania Tefat
- Tomasz Schimscheiner − zielarz
- Suzana Paczuska
- Weronika Paczuska

Źródło: 